# 花村奨
花村 奨（はなむら すすむ、1911年8月12日 - 1992年10月31日）は、日本の詩人、作家。別名・土岐愛作。
岐阜県大垣市生まれ。東洋大学東洋文学科卒。岐阜県土岐市で小学校教師を務め、詩集を刊行する。1939年「首途」でサンデー毎日大衆文芸選外佳作、直木賞候補。「美しき首途」として映画化される。ほか『雑草夫人』も1940年映画化。宝文館に入社し、『令女界』『若草』を編集。長谷川伸、土師清二に師事し、新鷹会会員。戦後は花村の名で子供読物、歴史小説を書いた。

## 著書
- 『チヤブ屋の女 詩集』旗社出版部 1931
- 『水夫の歌 花村奨詩集』文学機構社 1936
- 『雑草夫人』土岐愛作 越後屋書房 1941
- 『春秋の愛』土岐愛作 牧書房 1942
- 『宣戦布告』土岐愛作 越後屋書房 1942
- 『花咲く扇』土岐愛作 高松書房 1944
- 『そろり新左衛門 時代小説』東光出版社 1954
- 『少年太閤記』筑摩書房 世界の名作 1956-1958
- 『柳生旅日記』集英社 少年少女物語文庫 1958
- 『無敵の少年投手尾崎』少年画報社 少年文庫 1962
- 『勝海舟物語』新人物往来社 1974
- 『鉄砲伝来物語』国土社・ノンフィクション全集 1975
- 『マッカーサーと戦後日本』国土社・ノンフィクション全集 1977
- 『風雪会津藩物語』新人物往来社 1980
- 『不倒の城前田利家』叢文社 1987 「前田利家 秀吉が最も頼りにした男」PHP文庫
- 『沙羅の木のように 詩集』みはるかそさえて・森の詩叢書 1988
- 『行路 花村奨文集』山本和夫編 朝日書林 1993

### 再話など
- 『いのちの栄冠 文芸一粒会作品』土岐愛作編 越後屋書房 1942
- 『現代詩の実験』花村編 宝文館 1952
- 『白鯨』メルヴィル原作 講談社 世界名作全集 1954
- 『曽我兄弟』講談社 少年少女日本歴史小説全集 1958
- 『太閤記』集英社 少年少女世界の名作 1968

## 参考
- 『文藝年鑑』1992
- 直木賞のすべて - ウェイバックマシン（2000年12月5日アーカイブ分）